# Arenomydas bunochilus
Arenomydas bunochilus is een vliegensoort uit de familie Mydidae. De wetenschappelijke naam van de soort is voor het eerst geldig gepubliceerd in 1969 door Hesse.
De soort komt voor in Zuid-Afrika.